# Denario

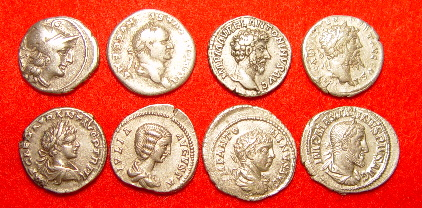
Arriba: c. 157 a. C. República romana; c. 73 Vespasiano; c. 161 Marco Aurelio; c. 194 Septimio Severo.
Abajo: c. 199 Caracalla; c. 200 Julia Domna; c. 219 Heliogábalo; c. 236 Maximino el Tracio.

El denario fue una antigua denominación romana de plata acuñada aproximadamente en el 268 a. C., con un altisímo valor de un 96 %, y 360. Su valor inicial equivalía a diez ases, de ahí su nombre y su símbolo X. También era equivalente a dos quinarios (medios denarios), cuatro sestercios (cuartos de denario), veinte semises (medio as) y cuarenta cuadrantes (cuartos de as). A principios del siglo I se estableció al denario como una veinticincoava parte de un áureo.

## Historia

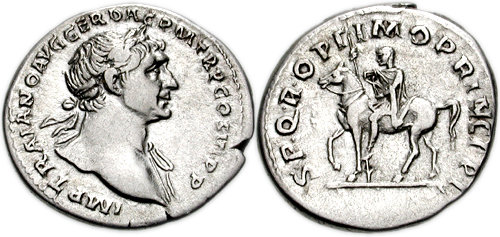
Denario de Trajano emitido en Roma en 114-115. RIC II 291 var.

Según Tito Livio, la primera acuñación del denario se remonta al año 268 a. C. En 212 a. C., el denario pasó a convertirse en la base del nuevo sistema monetario, sustituyendo al as como moneda de referencia al pasar del patrón cobre al patrón plata. Este nuevo sistema monetario estaba formado, además de por el denario, por el quinario, el sestercio y el as, con el siguiente cuadro de equivalencias:
| Equivalencias entre monedas romanas |         |          |           |     |        |
|                                     | Denario | Quinario | Sestercio | As  | Metal  |
| Denario (símbolo X)                 | 1       | 2        | 4         | 10  | Plata  |
| Quinario (símbolo V)                | 1/2     | 1        | 2         | 5   | Plata  |
| Sestercio (símbolo IIS)             | 1/4     | 1/2      | 1         | 2,5 | Bronce |
| As (símbolo I)                      | 1/10    | 1/5      | 2/5       | 1   | Bronce |

Su peso inicial fue de 4,54 gramos (la sexta parte de una onza) aunque en el año 217 a. C., a raíz de la lex Flaminia, su peso fue fijado en 3,90 gramos, pasando a equivaler dieciséis ases. Con este valor se manuvo hasta el año 64, en el que Nerón reducirá su peso hasta los 3,40 gramos. Las reducciones en el peso del denario continuaron, fijándose en 2,36 gramos bajo el mandato de Marco Aurelio y en 1,70 gramos durante el gobierno de Septimio Severo. La progresiva devaluación del denario continuó hasta que bajo el reinado de Caracalla se introdujo el antoniniano, moneda que acabaría por sustituir completamente al denario bajo el gobierno de Gordiano III.
Existen otras fuentes, además de Tito Livio, que apuntan a que la emisión del denario es anterior al año 211 a. C. Por una parte, una evidencia de ello se encuentra en el arrasamiento de la ciudad de Morgantina en Sicilia en ese mismo año tras haberse revelado en dos ocasiones, donde en las excavaciones se encontraron varias monedas, entre las que destacan los denarios de primera emisión. Por otra parte, L. Villaronga publicó en 1976 el hallazgo de una reacuñación de un medio shekel cartaginés a un denario romano, por tanto al saber que los cartagineses tras la segunda guerra púnica abandonaron de manera definitiva la isla en el 210 a. C., por lo que su acuñación debió ocurrir antes de esa fecha.
Un ejemplo de la débil estructura monetaria durante la República romana son las diferentes devaluaciones posteriores al año 200 a. C., en el caso del denario muchos comenzaron a acuñarse por debajo del peso legal establecido el cual era de 1:72 libras. Tomándose en el año 187 a. C. la decisión de que se fijaría el precio de una libra en 84 denarios.
Durante las guerras sociales de Roma con sus aliados (91 a. C.-88 a. C.), provocadas por la búsqueda de igualdad de derechos, se empezó a popularizar el hecho de acuñar sus propias monedas con símbolos itálicos y de resistencia, las cuales competían directamente con el denario, siendo esta una forma de propaganda política.
Tras la crisis del siglo tercero y la llegada del poder de Diocleciano con la meta de estabilizar la economía le da mayor importancia a monedas como argentus y follis, ya que la devaluación del denario había generado una gran desconfianza en la sociedad romana, por lo tanto, con estas reformas se tiene como principal objetivo el desplazamiento del denario.
Los tipos del anverso en los denarios y sus divisores fueron al principio figuras de divinidades romanas, a semejanza de los ases, llevando, al igual que los quinarios, la cabeza de Roma personificada (que muchos confunden con Minerva) cubierta con gálea o casco. En el reverso, llevaban la figura de los Dioscuros (Cástor y Pólux) tirando del carro de la Victoria o una cuadriga arrastrando el carro de Júpiter o de Marte, de donde vienen los nombres de bigados y cuadrigados que se suelen dar a dichas piezas. Mucho más tarde irán desapareciendo, en sucesivas emisiones, las divinidades para dar lugar a figuras muy variadas según el capricho del magistrado que dirigía la acuñación y que consistían en representaciones de antiguos personajes, recuerdos de familia, emblemas o símbolos y, después, hazañas o empresas del magistrado respectivo. Llegado el final de la República o la época de Julio César, empezó a figurar en una cara de las monedas el retrato del personaje que las autorizaba. 
En la Biblia se dice que un denario es el pago que se le da a un trabajador por una jornada de labores.

## La evolución fonética del término denarium al vocablo en castellano dinero
Primeramente el término clásico denarium debe convertirse a denario, para ello, sufre cambios como son la apócope de la m final de acusativo, el cambio del sistema clásico latino de 10 vocales a un sistema 7/5 y el cambio de evitar hiatos.
A partir del denario conseguimos llegar a la palabra dinero con los siguientes cambios, metátesis en yod  obteniendo por tanto la palabra denairo, luego sufre una monoptongación del diptongo ai a ei a e consiguiendo la palabra denero. Finalmente logramos el vocablo castellano dinero por un cambio de timbre.
denarium>denariu>denario>denairo>deneiro>denero>dinero
Respecto a la palabra denarium como hemos visto se sacan tanto la palabra denario como dinero siendo esto denominado como doblete. Además el denario es un semicultismo ya que no evoluciona solamente se adapta en este caso al castellano.